# Commandos 2: Men of Courage
Commandos 2: Men of Courage es un videojuego de estrategia en tiempo real ambientado en la Segunda Guerra Mundial, desarrollado por Pyro Studios y publicado por Eidos Interactive para Microsoft Windows, PlayStation 2 y Xbox. El juego es la secuela de Commandos: Behind Enemy Lines y Commandos: Beyond the Call of Duty.  El juego pone al jugador al mando de un escuadrón de comandos y varios aliados para así infiltrarse detrás de las líneas enemigas para cumplir sus objetivos. La acción toma lugar desde 1941 a 1945 en el Frente Occidental contra los alemanes y en el teatro del Pacífico contra los japoneses.
La primera publicación para PC se llevó a cabo el 21 de septiembre de 2001; la versión para PlayStation 2 y Xbox apareció un año después. Los cambios respecto a series anteriores destacan en el motor gráfico, el número de comandos así como mejoras en la jugabilidad. 
La versión para ordenador del juego ha sido evaluada positivamente por los críticos, pero sus ediciones para consola no han despertado tanto entusiasmo entre los críticos.

## Personajes

### Los comandos
En el juego, se le es otorgado al jugador algunos de los nueve comandos, o a veces todos, para completar ciertos objetivos. Dependiendo de las habilidades del comando, éste puede realizar acciones específicas.
- Jack (Butcher) O'Hara (el boina verde) es un sargento irlandés de nombre código "Tiny". En el juego, es el más fuerte y el único comando capaz de levantar cargas pesadas como barriles de combustible y cajas. También puede acuchillar a sus enemigos y enterrarse a sí mismo en la gran mayoría de las superficies. Una de sus habilidades especiales, es el uso de su fiel cuchillo que mata instantánea y rápidamente al enemigo. Está inspirado en "Green Beret" de John Wayne.
- Sir Francis T. Woolridge (el francotirador) es un operativo británico bajo el nombre "Duke". En el juego, es el tirador de mayor precisión del equipo. A diferencia de las anteriores entregas, en esta, el francotirador, posee más posibilidades de obtener balas para su rifle, ya que en la mayoría de las misiones, se presentan francotiradores enemigos, de los cuales puede apoderarse de su munición.
- Samuel Perkins (el conductor), un operativo americano conocido como "Tread". Es el único comando que puede manejar tanques, poner trampas y arrojar cócteles molotov, granadas de alucinación o granadas de gas.
- Thomas Hancock (el artificiero), un operativo británico bajo el nombre "Inferno". Es un experto en explosivos y armas pesadas como lanzallamas y bazookas. Es el único comando capaz de disparar la torreta de un tanque.
- James Blackwood (el marine), un operativo australiano conocido como "Fins". Puede bucear debajo del agua y permanecer indefinidamente usando su equipo de buceo, y es el único comando que puede pilotar botes de remos. También puede usar ganchos de agarre y arrojar cuchillos.
- René Duchamp (el espía), un operativo francés conocido como "Spooky". Puede disfrazarse como un soldado u oficial enemigo, y no solo puede distraer enemigos, sino también dar órdenes a los de menor rango de mirar a cierta dirección o caminar a lugares cercanos. No puede desmayar a los enemigos golpeándolos, pero puede usar una jeringa de veneno para aturdir, desmayar o incluso matar a sus oponentes.
- Natasha Nikochevski (la espía de contacto) es una operativa soviética de Kiev conocida como "Lips". En el juego, puede distraer a los soldados enemigos y vestirse como operativos enemigos, pero solo mientras generales o SS no estén presentes. También puede usar un rifle de precisión.
- Paul Toledo (el ladrón), un operativo francés conocido como "Lupin". Es el más pequeño, sigiloso y rápido, y puede trepar ciertas paredes y saltar a través de ventanas. También puede burlar las cerraduras de cajas y puertas y desmayar a los oponentes con patadas altas, pero no puede atarlos.

### Otros personajes
- Whiskey, un perro bull terrier cuyo dueño era un miembro de la resistencia francesa asesinado por los nazis. Puede ser usado para distraer enemigos y pasar objetos entre los comandos quienes usan un silbato para perros para llamarlo.
- Spike, un ratón que pertenece a Paul Toledo, que puede distraer a los enemigos.
- Wilson, un expiloto de la Real Fuerza Aérea Británica, que fue derribado por los japoneses y vive como náufrago en la Isla de Savo, puede distraer a los enemigos con su trompeta y llevar objetos.

## Misiones
El juego consta de veintiuna misiones: dos misiones de aprendizaje, diez misiones principales y nueve misiones bonus.

## Argumento
En mayo de 1941 el comando Paul Toledo, con la ayuda de Natascha, debe capturar una máquina enigma y su libro de códigos oculta en la caja fuerte de un oficial en una base de submarinos alemanes situada en La Pallice en La Rochelle. Mientras Natasha deja la base, Toledo es obligado a permanecer con el enigma para ayudar a los otros comandos (Jack O'Hara, Thomas Hancock, James Blackwood y René Duchamp) cuando llegan al amanecer para rescatar un submarino de la Royal Navy, el E-423, situado en uno de los hangares bajo una fuerte vigilancia. Los comandos destruyen la base de cañones antiaéreos y un almacén de torpedos antes de escapar en el submarino, junto con su tripulación.
Posteriormente en el Mar del Norte, el submarino de la Royal Navy es capturado por un destructor alemán. La máquina enigma es confiscado y la tripulación capturada, a excepción de James Blackwood, que se esconde en la proa del submarino. Pronto consigue ponerse en contacto con Thomas Hancock, quien también consiguió escapar. Después de rescatar a la tripulación, los comandos proceden a la recuperación de la máquina enigma e inhabilita las armas principales y el motor del destructor. Jack O'Hara y Rene Duchamp llevan la máquina enigma a Inglaterra volando en un Fieseler Fi 156, mientras que el resto continuará su viaje en el submarino.
Un año más tarde los comandos se desplazan al teatro del Pacífico. En Birmania, ellos rescatan a un líder espiritual y asesinan a un tirano japonés con la ayuda de los Gurkhas. El 17 de junio de 1942, los comandos entran en Bangkok, Tailandia, donde rescatan al coronel Guinness, quien a su vez les ayuda a destruir el puente sobre el río Kwai, al revelar su debilidad estructural. El puente es volado, al pasar por el un tren japonés.
En julio de 1942, los comandos llegan a la fuertemente fortificada isla de Savo para desactivar la artillería antiaérea, antes que la Campaña de Guadalcanal pueda comenzar. Mientras en la isla, ellos son asistidos por un náufrago llamado Wilson. Después de destruir la artillería y rescatar a un piloto americano, que devuelve el favor poniendo a prueba un Kawanishi H8K para ayudarles a escapar de la isla.
En la primavera de 1944, los comandos son enviados a Haiphong, Indonesia,  para la destrucción de los depósitos de combustible del puerto y la infiltración en el portaaviones japonés Shinano. Mientras en el mar, los comandos sabotean el timón de todos los Mitsubishi A6M Zero y reportan la posición del portaaviones antes de despegar en dos Zeros en buen estado.
Después de su período de servicio en el Pacífico, los comandos son reenviados a Europa para la invasión de Normandía. Ellos rescatan al soldado herido Smith y con la ayuda de los soldados estadounidenses, defender con éxito la ciudad de Cherbourg de los ataques de la infantería alemana y de los tanques Panzer III. Unos meses más tarde, Toledo es capturado y llevado al Castillo de Colditz, donde va a ser ejecutado. Los comandos consiguen salvarlo y ayudan a los prisioneros de guerra alojados en el castillo a escapar disfrazados con uniformes alemanes. Después de ayudar a los presos, los comandos consiguen documentos de alto secreto de tres oficiales de alto rango alemanes, revelando planes para devastar París con explosivos colocados antes de que sea liberado.
En agosto de 1944, todo el cuerpo de comandos llega a París consiguiendo desactivar el detonador, antes de salir de la ciudad en una aeronave desde la parte superior de la Torre Eiffel.

## Imprecisiones
Commandos 2 tiene muchas imprecisiones pero la mayoría de ellas son intencionales y mencionadas en el manual del juego. Las últimas seis se encuentran en el manual.
- En la misión "The Giant In Haiphong", la ciudad Haiphong se asemeja a una ciudad china, cuando de hecho la ciudad está en Vietnam. Esta imprecisión se extiende hasta el sitio web del juego, el cual ubica Haiphong en China, e inclusive la ubica incorrectamente en el Sureste Asiático.
- No había ninguna batería costera en la isla Savo ("The Guns of Savo Island").
- En la misión "Target: Burma" donde el jugador debe liberar un pueblo Birmano del control japonés, hay una estatua budista gigante en el área del templo. En realidad, no hay ninguna estatua gigante de Buda en Birma, parece ser muy similar al Gran Buda de Kamakura en Japón.
- El portaaviones Shinano fue hundido antes de ser usado en batalla (Misión Bonus, conseguida luego de juntar todos los libros bonus de la misión "Giants of Haiphong")
- Muchas de la frases habladas por los alemanes y japoneses en el juego son gramaticalmente incorrectas, están fuera de contexto, o simplemente no tienen sentido.
- No hay pirañas en Asia.
- Casi todos los uniformes, aliados o del eje, son incorrectos.
- El puente sobre el río Kwai existió pero nunca fue destruido y no estaba hecho de madera ("The Bridge On The River Kwai").
- No hay pingüinos en el Hemisferio Norte ("White Death").
- En La Rochelle, la base submarina La Pallice tenía más de tres salas ("Das Boot, Silent Killer").
- Los U-Boots no tenían la capacidad de romper el hielo como se muestra en la misión "White Death".

## Trivia
- La mayoría de las misiones están basadas en películas y literatura:
  - La misión "The Bridge On The River Kwai" está basada en la película homónima, e implica el rescate del coronel Guinness, el cual está basado en el coronel Nicholson, interpretado por el actor Sir Alec Guinness en la película. En la misión también se debe destruir el puente, el cual se ve muy similar al visto en la película.
  - La misión "Guns Of Savo Island" implica la infiltración y destrucción de las armas gigantes en la isla. Debido a que el nombre y la narración son muy similares, esta misión puede estar basada en la película The Guns of Navarone. Además. en la misma misión, el jugador es asistido por un personaje "héroe" el cual está basado en el personaje Robinson Crusoe y en la película estadounidense Náufrago, en la que un balón acompañante del protagonista recibe el nombre memorable de Wilson, como el personaje del videojuego.
  - "Saving Private Smith" está basada en la película Saving Private Ryan.
  - La misión "Das Boot, Silent Killer" está basada en la película Das Boot.
  - La misión "Castle Colditz" implica el rescate de soldados aliados en Alemania. Está basada en las películas The Great Escape y The Colditz Story.
  - La misión "Is Paris Burning?" está obviamente relacionada con la película Is Paris Burning?.
- Este juego fue empaquetado con Deus Ex, Tomb Raider Chronicles y Thief 2 en un paquete "Action 4-Play" de Eidos para PC.
- Un mod de este juego llamado Commandos 2: Destination Paris (en referencia al título de Commandos 3: Destination Berlin) fue creado en 2004 para PC, haciendo la misiones existentes de Commandos 2 mucho más difíciles de completar. En el mod, el jugador enfrenta enemigos más peligrosos, niveles rediseñados y una menor cantidad de objetos y municiones. Creado por los fanáticos de Commandos 2, el mod ofrece nuevos retos a jugadores experimentados pero aun siendo accesible a nuevos jugadores.